# Triaenodes fijianus
Triaenodes fijianus är en nattsländeart som beskrevs av Martin E. Mosely 1941. Triaenodes fijianus ingår i släktet Triaenodes och familjen långhornssländor. Inga underarter finns listade i Catalogue of Life.